# Anarchist from Colony
Anarchist from Colony (en hanga 박열; hanja: 朴烈; lit. «Park Yeol») es una película surcoreana de 2017 dirigida por Lee Joon-ik y protagonizada por Lee Je-hoon y Choi Hee-seo. Narra algunos episodios de la vida de los militantes anarquistas Park Yeol y Fumiko Kaneko, que lucharon por la independencia de Corea durante la ocupación japonesa. Se estrenó en Corea del Sur el 28 de junio de 2017.

## Sinopsis
La película está basada en la historia real del anarquista y revolucionario Park Yeol (Lee Je-hoon), quien organizó el grupo Heukdohoe, que planeaba asesinar al príncipe heredero de Japón, Hirohito, durante el gobierno colonial japonés de la península de Corea. La película también destaca la relación entre Park y su amante Fumiko Kaneko (Choi Hee-seo), una nihilista japonesa que simpatizaba con los coreanos oprimidos bajo el dominio japonés.
Park Yeol es el líder del grupo anarquista Bulryeongsa, que tiene 14 miembros coreanos y cinco japoneses. Parece un joven tolerante, valiente y desobediente que nunca molesta a los demás. Su compañera Fumiko es una mujer fuerte e inteligente que tuvo una infancia difícil pero parece ser positiva y con sentido del humor, y que se hace encarcelar y condenar para estar cerca de Park Yeol.

## Reparto

### Principal
- Lee Je-hoon como Park Yeol.[5]
- Choi Hee-seo como Kaneko Fumiko.[6][7]

### Secundario
- Min Jin-woong como Hong Jin-yoo.[8]
- Kwon Yul como Lee Seok.[8]
- Baek Soo-jang como Choi Young-hwan.[8]
- Bae Je-gi como Choi Gyoo-jong.
- Kim In-woo como Mizuno Rentarō.
- Kim Jun-han como Datemas Kaisei.
- Tasuku Yamanouchi como Tatsuji Fuse.
- Wi Ha-joon como un joven coreano en prisión.
- Kim Sung-cheol como Fumio Koto.
- Ha Do-kwon como Rickshaw.
- Jung Joon-won como Kim Joong-han.[9]

## Recepción
La película encabezó la taquilla durante su primer fin de semana, con 817 971 espectadores que dejaron una taquilla del equivalente a 5,9 millones de dólares estadounidenses.
A dos semanas del día de estreno, había ganado 12,36 millones de dólares. Al mes, había alcanzado un total de 16,1 millones de dólares.
La película se distribuyó en los Estados Unidos.

## Premios y nominaciones
| Premio                                         | Categoría                    | Candidato                 | Resultado | Ref.          |
| ---------------------------------------------- | ---------------------------- | ------------------------- | --------- | ------------- |
| 26th Buil Film Awards                          | Mejor película               | Anarchist From Colony     | Nominada  | [ 15 ]        |
| 26th Buil Film Awards                          | Mejor director               | Lee Joon-ik               | Nominado  | [ 15 ]        |
| 26th Buil Film Awards                          | Mejor actor                  | Lee Je-hoon               | Nominado  | [ 15 ]        |
| 26th Buil Film Awards                          | Mejor actor revelación       | Kim Jun-han               | Nominado  | [ 15 ]        |
| 26th Buil Film Awards                          | Mejor actriz revelación      | Choi Hee-seo              | Ganadora  | [ 15 ]        |
| 26th Buil Film Awards                          | Mejor guion                  | Hwang Seong-gu            | Ganador   | [ 15 ]        |
| 54th Grand Bell Awards                         | Mejor película               | Anarchist from Colony     | Nominada  | [ 16 ]        |
| 54th Grand Bell Awards                         | Mejor director               | Lee Joon-ik               | Ganador   | [ 16 ]        |
| 54th Grand Bell Awards                         | Mejor actor                  | Lee Je-hoon               | Nominado  | [ 16 ]        |
| 54th Grand Bell Awards                         | Mejor actriz                 | Choi Hee-seo              | Ganadora  | [ 16 ]        |
| 54th Grand Bell Awards                         | Mejor actor de reparto       | Kim In-woo                | Nominado  | [ 16 ]        |
| 54th Grand Bell Awards                         | Mejor actor revelación       | Kim Jun-han               | Nominado  | [ 16 ]        |
| 54th Grand Bell Awards                         | Mejor actriz revelación      | Choi Hee-seo              | Ganadora  | [ 16 ]        |
| 54th Grand Bell Awards                         | Mejor planning               | Anarchist from Colony     | Nominada  | [ 16 ]        |
| 54th Grand Bell Awards                         | Mejor dirección artística    | Lee Jae-seong             | Ganador   | [ 16 ]        |
| 54th Grand Bell Awards                         | Mejor guion                  | Hwang Seong-gu            | Nominado  | [ 16 ]        |
| 54th Grand Bell Awards                         | Mejor música                 | Bang Jun-seok             | Nominada  | [ 16 ]        |
| 54th Grand Bell Awards                         | Mejor diseño de vestuario    | Shim Hyun-sup             | Ganadora  | [ 16 ]        |
| 37th Korean Association of Film Critics Awards | Mejor actriz revelación      | Choi Hee-seo              | Ganadora  | [ 17 ]        |
| 37th Korean Association of Film Critics Awards | Mejor guion                  | Hwang Seong-gu            | Ganador   | [ 17 ]        |
| 37th Korean Association of Film Critics Awards | Mejores 10 películas del año | Anarchist from Colony     | Ganadora  | [ 17 ]        |
| 1st The Seoul Awards                           | Mejor película               | Anarchist from Colony     | Ganadora  | [ 18 ]        |
| 1st The Seoul Awards                           | Mejor actor revelación       | Kim Jun-han               | Nominado  | [ 18 ]        |
| 1st The Seoul Awards                           | Mejor actriz revelación      | Choi Hee-seo              | Ganadora  | [ 18 ]        |
| 18th Busan Film Critics Awards                 | Mejor actriz revelación      | Choi Hee-seo              | Ganadora  | [ 19 ]        |
| 38th Blue Dragon Film Awards                   | Mejor película               | Anarchist from Colony     | Nominada  | [ 20 ]        |
| 38th Blue Dragon Film Awards                   | Mejor director               | Lee Joon-ik               | Nominado  | [ 20 ]        |
| 38th Blue Dragon Film Awards                   | Mejor actor revelación       | Kim Jun-han               | Nominado  | [ 20 ]        |
| 38th Blue Dragon Film Awards                   | Mejor actriz revelación      | Choi Hee-seo              | Ganadora  | [ 20 ]        |
| 38th Blue Dragon Film Awards                   | Mejor guion                  | Hwang Seong-gu            | Nominado  | [ 20 ]        |
| 38th Blue Dragon Film Awards                   | Premio técnico               | Shim Hyun-seop (Costumes) | Nominada  | [ 20 ]        |
| 17th Director's Cut Awards                     | Mención especial             | Anarchist from Colony     | Ganadora  | [ 21 ]        |
| 17th Director's Cut Awards                     | Mejor actriz revelación      | Choi Hee-seo              | Ganadora  | [ 21 ]        |
| 12th Asian Film Awards                         | Mejor actriz de reparto      | Choi Hee-seo              | Nominada  | [ 22 ]        |
| 12th Asian Film Awards                         | Mejor guion                  | Hwang Seong-gu            | Nominado  | [ 22 ]        |
| 12th Asian Film Awards                         | Mejor diseño de vestuario    | Shim Hyun-sup             | Nominada  | [ 22 ]        |
| 9th KOFRA Film Awards                          | Mejor actriz revelación      | Choi Hee-seo              | Ganadora  | [ 23 ]        |
| 54th Baeksang Arts Awards                      | Mejor película               | Anarchist from Colony     | Nominada  | [ 24 ] [ 25 ] |
| 54th Baeksang Arts Awards                      | Mejor actriz                 | Choi Hee-seo              | Nominada  | [ 24 ] [ 25 ] |
| 54th Baeksang Arts Awards                      | Mejor actor revelación       | Kim Jun-han               | Nominado  | [ 24 ] [ 25 ] |
| 54th Baeksang Arts Awards                      | Mejor actriz revelación      | Choi Hee-seo              | Ganadora  | [ 24 ] [ 25 ] |
| 54th Baeksang Arts Awards                      | Mejor guion                  | Hwang Seong-gu            | Nominado  | [ 24 ] [ 25 ] |
| 23rd Chunsa Film Art Awards                    | Mejor director               | Lee Joon-ik               | Nominado  | [ 26 ] [ 27 ] |
| 23rd Chunsa Film Art Awards                    | Mejor guion                  | Hwang Seong-gu            | Nominado  | [ 26 ] [ 27 ] |
| 23rd Chunsa Film Art Awards                    | Mejor actor revelación       | Kim Jun-han               | Nominado  | [ 26 ] [ 27 ] |
| 23rd Chunsa Film Art Awards                    | Mejor actriz revelación      | Choi Hee-seo              | Ganadora  | [ 26 ] [ 27 ] |
| 1st Resistance Film Festival in Korea          | Mejor director               | Lee Joon-ik               | Ganador   | [ 28 ]        |
| 1st Resistance Film Festival in Korea          | Mejor actor                  | Lee Je-hoon               | Ganador   | [ 28 ]        |
| 1st Resistance Film Festival in Korea          | Mejor actriz                 | Choi Hee-seo              | Ganadora  | [ 28 ]        |
| 38th Golden Cinema Film Festival               | Mejor actriz                 | Choi Hee-seo              | Ganadora  | [ 29 ]        |
| Cine 21 Awards                                 | Mejor actriz revelación      | Choi Hee-seo              | Ganadora  |               |